# Das Privatleben Heinrichs VIII.
Das Privatleben Heinrichs VIII. (Alternativtitel: Sechs Frauen und ein König; Originaltitel: The Private Life of Henry VIII.) ist ein britischer Historienfilm von Alexander Korda aus dem Jahr 1933. Die Hauptrollen sind mit Charles Laughton, Robert Donat und Merle Oberon besetzt. In Deutschland erschien der Film am 17. Januar 1934.

## Handlung
Der Film spielt am Hofe König Heinrichs VIII. und beginnt mit der Hinrichtung von Heinrichs Ehefrau Anne Boleyn. Gleich danach beginnen die Vorbereitungen zu Heinrichs dritter Hochzeit. Jane Seymour ist die neue Angebetete des Königs von England, doch dieser interessiert sich bereits für die junge Katharine Howard. Wenig später gebiert Jane dem König den lang ersehnten Sohn. Zunächst hocherfreut, muss der König jedoch zur Kenntnis nehmen, dass Jane bei der Geburt gestorben ist. Schnell kehrt der Hof jedoch zum Tagesgeschäft zurück. Heinrich ist weiterhin interessiert an der jungen Katharine Howard, doch Erzbischof Thomas Cranmer rät zu einer politischen Heirat. Sein Vorschlag lautet Anna von Kleve. Doch der König ist skeptisch und schickt den Maler Thomas Peynell nach Deutschland, um ein Bild von Anna anzufertigen. Peynell reist nach Deutschland und verliebt sich in Anna, die auch ihm zugeneigt ist. Doch Anna wird den König von England heiraten müssen.
Obwohl Heinrich kurz vor der Eheschließung mit Anna steht, stellt er weiterhin der jungen Katharine nach, in die jedoch Thomas Culpeper verliebt ist. Als Heinrich sie nachts aufsucht und seine Liebe zu ihr bekundet, widerspricht sie dem König, denn dieser habe ja bereits mit Anna eine Frau. Wie kommt Heinrich aus seinem Versprechen zu Anna nun heraus?
Anna kommt nach England und heiratet wie abgesprochen den König. Da sie jedoch verliebt ist in Thomas Peynell, versucht sie in ihrer Hochzeitsnacht so unattraktiv wie möglich zu erscheinen. Heinrich ist verbittert und ärgerlich darüber. Was hat er nur für eine Frau bekommen, noch dazu, wo er viel lieber Katharine geheiratet hätte. Statt mit dem König das Bett zu teilen, macht Anna den Vorschlag Karten zu spielen. Sie besiegt den König und macht Heinrich den Vorschlag als Bezahlung seiner Schuld, sie aus der Heirat zu entlassen und die Ehe zu annullieren. Weiter verlangt sie Geld für ein Leben mit ihrem Liebhaber Thomas Peynell. Heinrich sieht sein Ziel vor Augen, Katharine zu bekommen und willigt ein. Katharine ist auch tatsächlich bereit den König zu heiraten, was jedoch Thomas Culpeper sehr überrascht.
Als Heinrich nach einem Ringkampf bei einem Turnier erschöpft zusammenbricht und krank darniederliegt, trifft sich Katharine wieder mit Thomas Culpeper. Der Hof war jedoch ein Gegner der neuen Ehe des Königs und nutzt die Möglichkeit, um den wieder genesenen König über die Liebesaffäre zu informieren. Dieser gerät darüber in Rage und lässt Katharine hinrichten.
Jahre später bekommt der völlig vereinsamte König Heinrich Besuch von Anna von Kleve. Sie vermittelt ihm die junge Catherine Parr, die schließlich Heinrichs sechste Ehefrau wird und den König überlebt.

## Hintergrund
Das Privatleben Heinrichs VIII. ist der zweite Film einer Trilogie von Alexander Korda. Der erste Film entstand bereits 1927 als Das Liebesleben der schönen Helena. Der dritte Teil hieß Das Privatleben des Don Juan und entstand 1934 mit Douglas Fairbanks Sr. als Don Juan. Das Privatleben Heinrichs VIII. wurde außerdem der erste britische Kinoerfolg in den USA und brachte den Hauptdarstellern Ruhm, der ihnen auch in Hollywood zahlreiche Rollen bescherte.

### Synchronisation
Es existieren zwei deutsche Synchronfassungen. Die erste entstand bei der Bavaria Film AG, München. Wolf Neumeister schrieb das Dialogbuch und Wilhelm Reinking führte Regie. Die zweite entstand 1949 entweder bei der Deutsche London Film GmbH, Hamburg oder bei der Mars Film GmbH, Berlin. Charles Klein schrieb das Dialogbuch und führte Regie.
| Rolle                | Darsteller       | Synchronsprecher (1934) | Synchronsprecher (1949) |
| -------------------- | ---------------- | ----------------------- | ----------------------- |
| König Heinrich VIII. | Charles Laughton | Alexander Golling       | Kurt Seifert            |
| Thomas Culpeper      | Robert Donat     | Bruno Tillessen         | Klaus Schwarzkopf       |
| Anne Boleyn          | Merle Oberon     | Gerti Ober              | Renate Barken           |
| Jane Seymour         | Wendy Barrie     | Maja Feist              | ?                       |
| Anna von Kleve       | Elsa Lanchester  | Erika Helmke            | Ethel Reschke           |
| Catherine Howard     | Binnie Barnes    | Wera Liessem            | Elisabeth Ried          |
| Thomas Wriothesley   | Miles Mander     | ?                       | Werner Pledath          |
| Thomas Peynell       | John Loder       | ?                       | Carlos Werner           |
| Catherine Parr       | Everly Gregg     | ?                       | Ursula Grabley          |
| Pflegerin des Königs | Lady Tree        | ?                       | Lilli Schoenborn        |

## Kritik
„Seine faszinierenden Darsteller, die reiche Ausstattung, die gepflegte Inszenierung und Kameraführung sowie der ironisch trivialisierte Historienklatschstil machten Kordas Film zum internationalen Kassenerfolg und Kino-Klassiker“, urteilte das Lexikon des internationalen Films.

## Auszeichnungen
Charles Laughton wurde 1934 mit dem Oscar in der Kategorie Bester Hauptdarsteller ausgezeichnet. Der Film erhielt außerdem eine Nominierung in der Kategorie Bester Film.